# Bathyopsurus nybelini
Bathyopsurus nybelini är en kräftdjursart som beskrevs av Nordenstam 1955. Bathyopsurus nybelini ingår i släktet Bathyopsurus och familjen Munnopsidae. Inga underarter finns listade i Catalogue of Life.